# 식당차

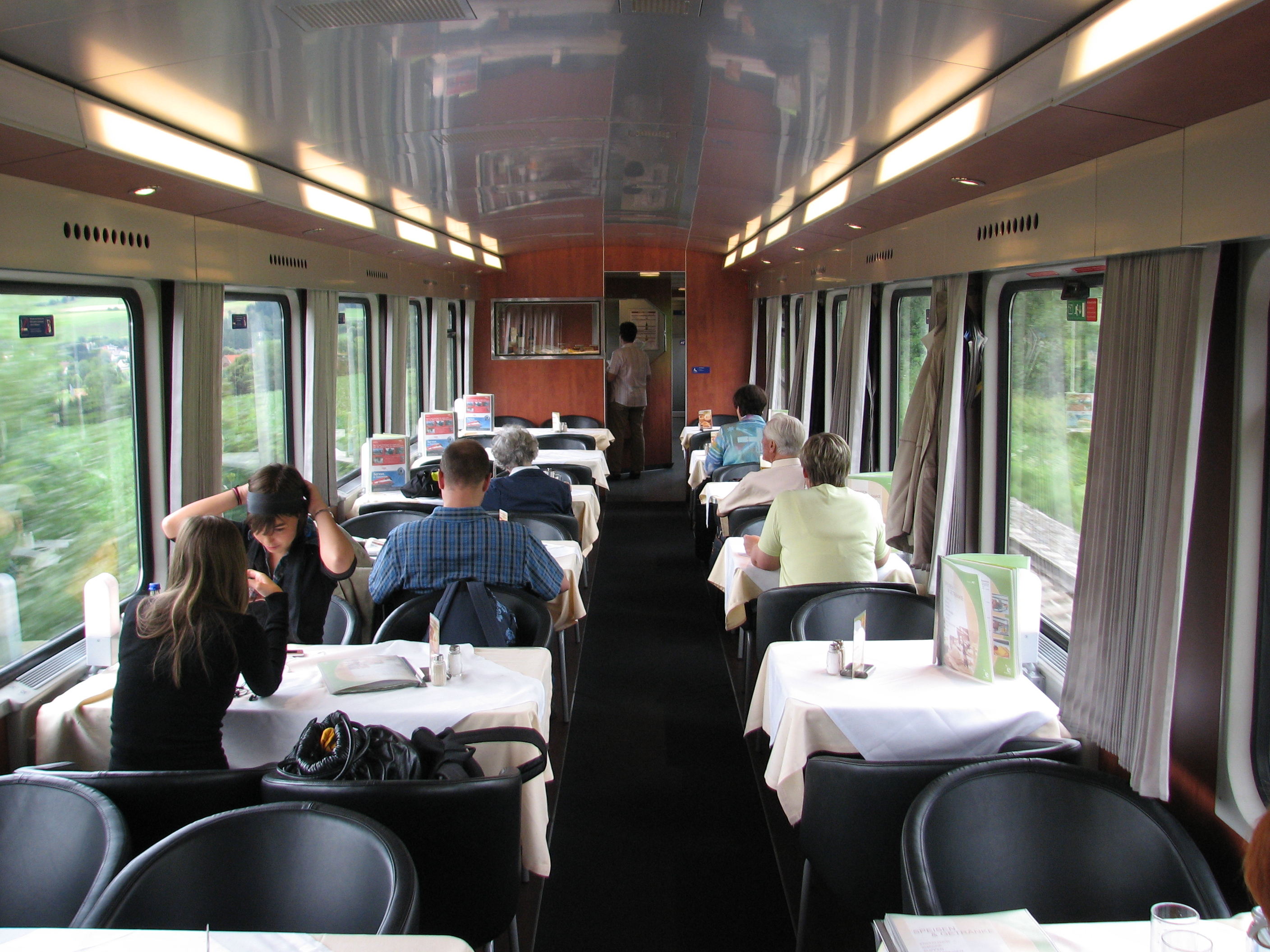
오스트리아의 식당차

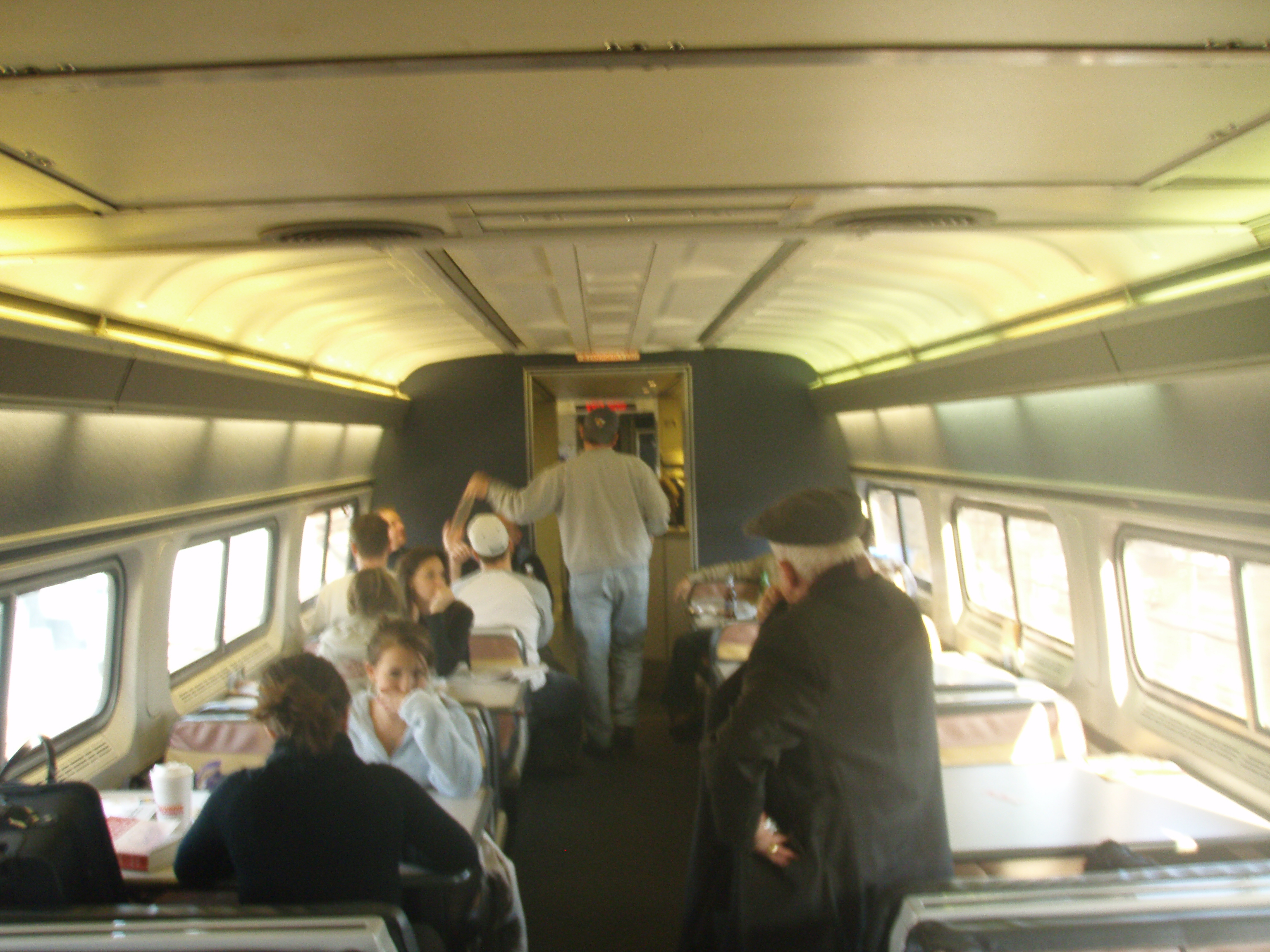
미국 암트랙의 식당차

식당차(食堂車)는 철도의 객차의 일종으로, 광의로는 차내에 요리를 포함한 공급식 설비를 설치하는 것을 말한다.

## 대한민국의 식당차
한국의 식당차는 1905년 경부선에서 운행한 것이 시초다. 1905년 4월 10일부터 초량~경성 간 경부선 열차에 미국에서 신조한 주방 객차를 연결하여 양식, 음료, 과자, 과일 등을 판매하기 시작하였다.
해방 이후에도 식당차는 일부 특급 열차에만 편성되었다. 1966년 1월 1일부터 호남선 특급열차 풍년호와 서울~강릉 간 특급열차에 식당차를 운행하기 시작하였는데, 이 조치로 전국에서 식당차가 운행되는 열차는 12개 열차가 되었다. 그 이후에는 무궁화호와 새마을호에 식당차가 있으나, 2000년대 들어 모두 폐지되었다.
2000년대 후반부터는 무궁화호에 열차카페가, KTX-산천에 스낵바가 운영되었다. 그러나 열차카페는 2017년 운영을 중단하고 이듬해에 자동판매기를 갖춘 입석 전용 객차로 탈바꿈하였으며, KTX-산천의 스낵카도 2017년 초 일반 좌석으로 개조되었다.